# Tiznados
Tiznados je rijeka u Venezueli. Pritoka je rijeke Portuguesa. Pripada porječju rijeke Orinoco.